# بروس بيل (لاعب هوكي الجليد)
بروس بيل هو لاعب هوكي الجليد كندي، ولد في 15 فبراير 1965 في تورونتو في كندا.

## وصلات خارجية
- بروس بيل على موقع دوري الهوكي الوطني (الإنجليزية)
- بروس بيل على موقع EliteProspects.com (الإنجليزية)
- بروس بيل على موقع HockeyDB.com (الإنجليزية)
- بروس بيل على موقع Hockey-Reference.com (الإنجليزية)